# 베이비 데이 아웃
《베이비 데이 아웃》(영어: Baby's Day Out)은 미국에서 제작된 패트릭 리드 존슨 감독의 1994년 가족 모험 코미디 영화이다. 존 휴스가 각본을 쓰고 제작에 참여하였으며, 조 만테이니아, 조 팬털리아노, 라라 플린 보일 등이 출연하였다.

## 출연진
- 애덤 로버트 워턴, 제이컵 조지프 워턴 - 베닝턴 오스틴 “빙크” 코트웰 4세 역
  - 번 트로이어 - 빙크 스턴트 대역
- 조 만테이니아 - 에드거 “에디” 마우저 역
- 조 팬털리아노 - 노버트 “노비” 러블로 역
- 브라이언 헤일리 - 빅터 “비코” 라일리 역
- 라라 플린 보일 - 러레인 코트웰 역
- 매슈 글레이브 - 베닝턴 오스틴 “빙” 코트웰 3세 역
- 신시아 닉슨 - 길버틴 역
- 프레드 돌턴 톰프슨 - FBI 요원 데일 그리섬 역
- 존 네빌 - 앤드루스 씨 역
- 에디 브래컨 - 노병 역
- 닐 플린 - 공원의 경찰 역

## 기타 제작진
- 공동 제작: 윌리엄 S. 비즐리
- 배역: 재닛 허션슨, 제인 젱킨스
- 미술: 더그 크레이너
- 의상: 리사 젠슨
- 특수 분장: 릭 베이커
- 특수 효과: 마이클 L. 핑크, 존 놀